# Sebastián de Urrutia
Sebastián (de) Urrutia (¿? - Pamplona, 18 de diciembre de 1703) fue un compositor y maestro de capilla español.

## Vida
Es muy poco lo que se conoce de la vida de Sebastián de Urrutia anterior a su magisterio en Pamplona. No se conoce ni su lugar ni la fecha de nacimiento, tampoco cual fue su formación musical y se sabe que era fraile, pero se desconoce de qué orden religiosa.
El 22 de abril de 1695 José de Cáseda, maestro de capilla de la Catedral de Pamplona, dejaba el cargo para ocupar el magisterio de la Catedral de Zaragoza. El 19 de agosto de 1695 Urrutia se encontraba en Madrid, cuando fue nombrado para ocupar la vacante de Pamplona sin oposición previa, con el voto de la mayoría del cabildo. Tomó posesión del cargo el 7 de octubre de ese año con renta de racionero y salario anual de 70 ducados.
En 1701 se le redujo el salario anual a 50 ducados por razones desconocidas. Dos años después, en mayo de 1703, se menciona por primera vez la enfermedad del maestro Urrutia. En junio se le gratificaba con 100 reales por conseguir los villancicos del Corpus, que él mismo no pudo componer y que debió obtener de fuera de Pamplona. Urrutia fallecería en el cargo, en Pamplona, el 18 de diciembre de 1703.

## Obra
Urrutia sirvió en la Catedral de Pamplona como nexo de unión entre los siglos XVII y XVIII. Fue una época en la que los cambios estéticos y musicales afectaron sobre todo a la polifonía. Leocadio Hernández Ascunce menciona un escrito desaparecido de Urrutia de 1969 en el que explica su opinión sobre el canto llano que quisiera que se practicara con entonación uniforme en todas las iglesias de España, según los misales de Toledo y no según los usos del clero regular. También parece haberse opuesto a las innovaciones de la Scala Aretina.
Solo se conserva con seguridad una composición de Urrutia en la Biblioteca de la Diputación de Barcelona, Pues gozan los orbes (1697), para la calenda de Navidad, a siete voces y acompañamiento. Las demás obras atribuidas a Urrutia no han podido ser confirmadas.